# 카라바흐

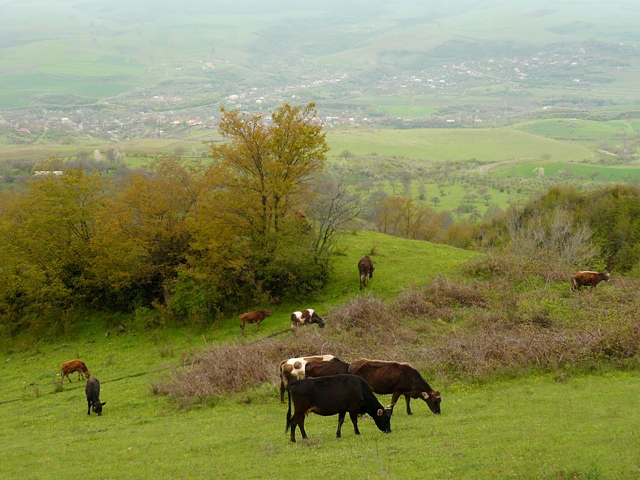

카라바흐(러시아어: Караба́х, 아제르바이잔어: Qarabağ 가라바그, 아르메니아어: Ղարաբաղ 가라바그)는 오늘날 아르메니아 동부, 아제르바이잔 남서부에 위치한 지역이다. 보통 이 지역은 고지대 카라바흐 (아르차흐, 현 나고르노카라바흐), 저지대 카라바흐, 장게주르 산맥의 동쪽 경사면으로 나눈다.